# 빅토리녹스
빅토리녹스(Victorinox)는 135년 전통의 스위스를 대표하는 멀티 카테고리 브랜드로 세계적으로 유명한 스위스 아미 나이프(Swiss Army Knife)를 비롯하여 가방, 시계, 키친 나이프 그리고 향수 등 일상에서 필요한 모든 기능을 갖춘 다양한 제품군을 선보이고 있다. 모든 빅토리녹스의 제품은 결코 타협을 허용하지 않는 최고 수준의 퀄리티를 고집한다고 내세운다.
빅토리녹스(Victorinox)의 제품에 내세우는 가치는 다음과 같다.
- 품질 (Quality)
- 기능성(Functionality)
- 혁신(Innovation)
- 상징적 디자인(Iconic Design)

스위스 국기를 떠올리는 방패와 십자가 모양의 독특한 로고는 빅토리녹스의 특별함을 입증하는 로고이며, 현재 전세계 120여 개국에 진출해 있다.

## 역사
- 1884년 : 커틀러의 작업장에서 처음 시작
- 1884년 : 칼 엘스너 1세는 어머니 빅토리아의 적극적인 지지아래  이바흐슈위츠에 나이프 커틀러의 작업장을 오픈.
- 1891년 : 칼 엘스너 1세는 스위스 마스터 커틀러 협회를 설립 그 결과 최초로 스위스 군대에 군용 나이프를 공급.
- 1897년 : SWISS Officer’s와 Sport’s 나이프는 특허를 받았고,  오늘날 전 세계에 “Swiss Army Knife”로 알려졌다.
- 1909년 : 칼 엘스너 1세는 어머니 빅토리아를 기리기 위해 ‘Victoria’를 브랜드  이름으로 선택하고 방패와 십자가를 트레이드마크로 등록 오늘날 120개가 넘는 국가의 등록상표로 사용 중.
- 1921년 : 스테인리스 스틸(INOX)의 발명은 커트러리 산업의 매우 중요한  발전으로 “Inox”와 “Victoria”라는 두 단어의 조합으로 오늘날 회사와 브랜드의 이름인 'VICTORINOX'를 만들어 냈다.
- 1931년 : 칼 엘스너 2세의 자동화 소개년 : 세계 최초의 전기 공장 설립으로 모든 나이프의 높은 품질이 일관되게 유지.
- 1945년 : SAK는 제2차 세계 대전 후 유럽에 주둔하던 미국 병사들이 대량으로 구매해 집으로 가져가는 인기있는 기념품이 되었다.
- 1950년 : 칼 엘스너 3세, 회사 경영을 인수.
- 1977년 : 오리지널 Swiss Army Knife는 뉴욕의 “현대 예술 박물관(Museum of Modern Art)”에 디자인이 전시.
- 1978년 : NASA는50개의 공식 나이프 Master Craftsman 을 주문 https://youtu.be/3V7JkEyAuY8
- 1979년 : 단독 소유주 “ Messer Fabrik Carl Elsener ”를 가족 소유 회사인 “ Victorinox AG ”로 전환.
- 1989년 : “시계”로 다양화 추구 _ 미국에서 런칭.
- 1992년 : 일본 최초 판매 법인 설립.
- 2001년 : 미국에 의류 라인 론칭 및 뉴욕 소호에 최초의 Victorinox 매장 오픈.
- 2005년 : Delémont에서 오랜 세월 스위스 칼과 시계 생산 하던 Wenger 인수했다. (Wenger는 빅토리녹스의 독립적 운영 자회사로 남아 있다.)
- 2007년 : 칼 엘스너 4세는 회사 경영을 이어받아 빅토리녹스를 글로벌 멀티 카테고리 브랜드로 확대. (Victorinox Swiss Army Fragrance AG 설립했다.)
- 2008년 : 런던에 유럽 최초의 빅톻리녹스 플래그쉽 스토어를 오픈.
- 2011년 : 스위스 브룬넨에 Swiss Knife Valley Visitor Center 오픈.
- 2011년 : 칼 엘스너 3세는 BLADE 매거진의 컷러리(Cutlery) 명예의 전당에 입성.
- 2013년 : Wenger 나이프 사업을 빅토리녹스 브랜드에 통합.
- 2014년 : 이전 라이선스 사용자로부터 Travel Gear를 인수 후, 새로운 사업부인 빅토리녹스 Travel Gear AG를 설립했다. 나아가 취리히 도심의 주요 위치에 매장을 오픈.
- 2016년 : 스위스 Delémont에 시계 역량 센터 건설.

## 브랜드 철학과 활동
- 환경적 지속 가능성을 위해 노력[1]
- 2000년에 설립된 빅토리녹스 재단 Victorinox Corporate Foundation을 통해 환경적 지속 가능성을 위해 기업으로써 사회적 책임을 다하고자 노력하고 있다. 이러한 브랜드 철학은 자재부터 제품 생산, 포장, 운반에 이르는 모든 단계에서 적용된다. 이바흐 Ibach에 위치한 빅토리녹스 공장은 지붕의 태양열 패널을 통해 자체적으로 전력을 공급받고, 나이프 주조 후 쿨링용으로 사용했던 열을 머금은 온수는 본사 건물과 인근 마을의 가정집을 난방용으로 사용하는 등 자원을 적극적으로 재활용하고 있다. 또한 포장재의 90% 이상을 재활용을 통해 만들고 있으며, 이는 제품에도 적용되고 있다. 재활용한[2]의 커피 캡슐을 스위스 아미 나이프로 재탄생시키는 콜라보레이션도 지속하고 있다.

## 같이 보기
- 스위스 칼